# Gibson Explorer
Gibson Explorer — модель електрогітари, яка вперше була випущена в 1958 році компанією Gibson. Мала радикальний, «футуристичний» дизайн, подібно до моделей Flying V, яка була випущена в тому ж році, і Moderne, яка був розроблена в 1957 але випущена тільки в 1982 році. Gibson Explorer був заснований на прототипі, який роком пізніше Gibson випустив під назвою Futura.
Успіх Gibson Explorer був невеликим, і виробництво моделі було зупинене в 1963 р. В 1976 році Gibson перезапустив випуск Explorer після того, як інші гітарні компанії мали успіх у продажу подібних інструментів. Explorer став особливо популярний серед хард-рок і хеві-метал музикантів 1970-х і 1980-х років.

## Перші Explorer
Gibson продемонстрував прототип гітари на конгресі NAMM 1957 року, який отримав назву Futura. Її корпус був без елементів керування та V-подібної бабки, яка згодом була відома як Explorer.
Компанія Gibson випустила дуже невелику першу комерційну партію лише з 19 Explorer під час випуску оригінальної моделі з деревини терміналії у 1958 році, але виготовила та випустила лише 3 у наступному, 1959 році.
Після кількох перших гітар Explorer мав довгу опущену бабку з тюнерами, розташованими по прямій лінії з одного боку (їх іноді називають «банан» і «хокейна ключка»). Цю конструкцію передньої бабки було використано Гровером Джексоном, засновником компанії Jackson Guitars та іншими виробниками електрогітар, такими як Kramer, 20 років потому, що поклало початок «ері загострених головних бабок» гітар. Однак найперші Explorers, випущені між 1957 і весною 1958, мали незвичайну «розділену» головку з тюнерами, розташованими в стандартному порядку 3+3, перенесені з прототипу Explorer (більш відомого як Futura). 